# Major Stryker
Major Stryker (titolo di lavorazione: Strike Force) è uno sparatutto a scorrimento verticale con grafica bidimensionale per sistemi MS-DOS, sviluppato e pubblicato dalla Apogee Software e uscito all'inizio del 1993. Diviso in tre episodi, il primo fu distribuito come shareware, mentre gli altri due erano commerciali; venne anche distribuito in versione commerciale dalla FormGen. Il 14 marzo del 2006 è stato distribuito come freeware.

## Trama
Harrison Stryker, eroe della terza guerra mondiale, è una delle ultime speranze della Terra per scongiurare il pericolo di invasione dei malvagi alieni Kreton. La sua rischiosa missione è quella di attraversare il buco nero usato dagli alieni, in modo da arrivare nel loro pianeta natale e distruggerlo.

## Modalità di gioco
Il gioco è similare ad altri titoli dello stesso genere: mentre la schermata scorre automaticamente verso l'altro, si devono evitare ostacoli e sparare a vari tipi di bersagli, fissi o in movimento, che in genere rispondono al fuoco. È possibile raccogliere power-up, rappresentati da scatole numerate, che aumentano la potenza e il raggio dell'arma a disposizione; quando si è colpiti, questa ritorna allo stato iniziale, mentre se si è colpiti in questo stato si perde una vita. Altri power-up comprendono l'aumento di velocità della navetta, una smart-bomb che fa esplodere tutti i nemici presenti nella schermata, vite extra e invincibilità temporanea. Al termine di ogni livello viene assegnato un punteggio, calcolato in base ai nemici distrutti e agli ostaggi salvati.

## Tecnologia
Il motore grafico, in EGA, permette un "triple-parallax scrolling", ovvero sono presenti tre diversi livelli di sfondo che, scorrendo a velocità variabili, danno una illusione di profondità. Sono supportate le schede audio della famiglia Sound Blaster, e Adlib. Major Stryker è il primo titolo a introdurre il tema musicale della Apogee, scritto da Bobby Prince, successivamente marchio di fabbrica dell'azienda.